# Pella cooterorum
Pella cooterorum  (лат.) — вид мирмекофильных жуков-стафилинид рода Pella из трибы Lomechusini (подсемейство Aleocharinae).

## Распространение
Китай (Beijing Shi, Yunnan Sheng).

## Описание
Длина вытянутого тела 5,0—5,2 мм (бока субпараллельные), длина головы 0,70—0,73 мм. Основная окраска коричневая и чёрная. Усики 11-члениковые. Голова фронтально округлая, с затылочным швом, без шеи. Длина глаз составляет 0,30—0,32 от ширины головы. Переднеспинка и надкрылья покрыты щетинками. Задние крылья развиты. Формула лапок (число члеников в передних, средних и задних ногах): 4—5—5. Лигула без щетинок, но с сенсиллами. Характерны мирмекофильные связи с муравьями, падальщики и хищники. Обнаружены в подстилочном слое около муравейников Lasius fuji из подрода Dendrolasius. Вид был впервые описан в 2006 году японским колеоптерологом М. Мураямой (Munetoshi Maruyama; Department of Zoology, National Science Museum, Токио, Япония).